# Rumeal Robinson
Rumeal James Robinson (Mandeville, 13 novembre 1966) è un ex cestista giamaicano naturalizzato statunitense.

## Carriera
È stato selezionato dagli Atlanta Hawks al primo giro del Draft NBA 1990 (10ª scelta assoluta).
Con gli Stati Uniti ha disputato i Giochi panamericani di Mar del Plata 1995.

## Statistiche

### College
| Anno      | Squadra             | PG  | PT | MP   | TC%  | 3P%  | TL%  | RP  | AP  | PRP | SP  | PP   |
| --------- | ------------------- | --- | -- | ---- | ---- | ---- | ---- | --- | --- | --- | --- | ---- |
| 1987-1988 | Michigan Wolverines | 33  | 32 | 26,0 | 55,3 | 26,9 | 66,7 | 3,1 | 4,8 | 1,2 | 0,3 | 9,7  |
| 1988-1989 | Michigan Wolverines | 37  | 36 | 30,0 | 55,7 | 46,9 | 65,6 | 3,4 | 6,3 | 1,9 | 0,1 | 14,9 |
| 1989-1990 | Michigan Wolverines | 30  | 30 | 34,0 | 49,0 | 41,0 | 67,6 | 3,0 | 6,1 | 1,4 | 0,5 | 19,2 |
| Carriera  | Carriera            | 100 | 98 | 29,9 | 52,8 | 41,1 | 66,6 | 3,2 | 5,8 | 1,5 | 0,3 | 14,5 |

### NBA

#### Regular Season
| Anno      | Squadra             | PG  | PT  | MP   | TC%  | 3P%  | TL%  | RP  | AP  | PRP | SP  | PP   |
| --------- | ------------------- | --- | --- | ---- | ---- | ---- | ---- | --- | --- | --- | --- | ---- |
| 1990-1991 | Atlanta Hawks       | 47  | 16  | 14,3 | 44,6 | 18,2 | 58,8 | 1,5 | 2,8 | 0,7 | 0,2 | 5,6  |
| 1991-1992 | Atlanta Hawks       | 81  | 64  | 27,4 | 45,6 | 32,7 | 63,6 | 2,7 | 5,5 | 1,3 | 0,3 | 13,0 |
| 1992-1993 | N.J. Nets           | 80  | 28  | 19,8 | 42,3 | 35,7 | 57,4 | 2,0 | 4,0 | 1,2 | 0,2 | 8,4  |
| 1993-1994 | N.J. Nets           | 17  | 0   | 17,7 | 35,3 | 46,7 | 50,0 | 1,4 | 2,6 | 0,9 | 0,2 | 5,9  |
| 1993-1994 | Charlotte Hornets   | 14  | 0   | 6,8  | 39,4 | 20,0 | 33,3 | 0,6 | 1,3 | 0,2 | 0,0 | 2,1  |
| 1995-1996 | Portland T. Blazers | 43  | 14  | 16,6 | 41,6 | 38,0 | 64,7 | 1,8 | 3,3 | 0,6 | 0,1 | 5,7  |
| 1996-1997 | L.A. Lakers         | 15  | 3   | 8,4  | 35,4 | 26,1 | 62,5 | 0,7 | 0,9 | 0,3 | 0,1 | 3,0  |
| 1996-1997 | Phoenix Suns        | 12  | 0   | 7,3  | 47,1 | 30,0 | 25,0 | 0,6 | 0,7 | 0,1 | 0,0 | 3,0  |
| 1996-1997 | Portland T. Blazers | 27  | 0   | 10,9 | 40,2 | 39,1 | 87,0 | 1,1 | 1,9 | 0,7 | 0,0 | 3,5  |
| Carriera  | Carriera            | 336 | 125 | 18,1 | 43,2 | 34,4 | 61,1 | 1,8 | 3,5 | 0,9 | 0,2 | 7,6  |

#### Playoffs
| Anno     | Squadra             | PG | PT | MP   | TC%  | 3P%  | TL%  | RP  | AP  | PRP | SP  | PP  |
| -------- | ------------------- | -- | -- | ---- | ---- | ---- | ---- | --- | --- | --- | --- | --- |
| 1991     | Atlanta Hawks       | 2  | 0  | 6,5  | 25,0 | -    | -    | 0,5 | 0,5 | 0,5 | 0,0 | 1,0 |
| 1993     | N.J. Nets           | 5  | 5  | 27,2 | 42,9 | 28,6 | 71,4 | 2,4 | 7,0 | 1,0 | 0,0 | 9,8 |
| 1996     | Portland T. Blazers | 5  | 0  | 8,6  | 42,1 | 44,4 | 25,0 | 0,4 | 0,6 | 0,6 | 0,0 | 4,2 |
| 1997     | Portland T. Blazers | 4  | 0  | 6,0  | 33,3 | 0,0  | 100  | 0,3 | 1,3 | 0,3 | 0,0 | 1,3 |
| Carriera | Carriera            | 16 | 5  | 13,5 | 41,0 | 33,3 | 58,3 | 1,0 | 2,8 | 0,6 | 0,0 | 4,8 |

## Palmarès
- McDonald's All-American Game (1986)
- Campione NCAA (1989)
- NCAA AP All-America Second Team (1990)